# Tour de France Femmes 2022/8. Etappe
Die 8. Etappe der Tour de France Femmes 2022 war die am 31. Juli 2022 über 123,3 Kilometer ausgetragene Bergetappe, die von Lure zum Ziel der Rundfahrt auf den Gipfel La Super Planche des Belles Filles führte.

## Streckenführung
Der neutralisierte Start begann in der Innenstadt von Lure, der scharfe Start erfolgte etwa 1 km außerhalb der Stadt auf der D18. Die Strecke führte zunächst etwa 30 Kilometer in nördlicher Richtung über Magnivray und Fougerolles. Der Abschnitt war zunächst ein flaches Profil, bis es wenige Kilometer vor Fougerolles hügelig wurde. Die Fahrerinnen wechselten dann zunächst in westlicher Richtung, wo sie die Kleinstadt Luxeuil-les-Bains durchquerten, und wenig später in südöstlicher Richtung nach Faucogney-et-la-Mer, wo dort bei Kilometer 47,4 der Zwischensprint ausgetragen wurde.
Kurz danach begann der Anstieg zum Côte d’Esmoulières (2,3 km länge mit einer durchschnittlichen Steigung von 8,5 %), bei Kilometer 52,5 überquerten die Fahrerinnen die Bergwertung der 2. Kategorie. Nachdem das Peloton den ersten Anstieg der Etappe bewältigt hatte, folgte zunächst noch ein etwa 10 Kilometer langer leichter Anstieg, bevor es hinunter nach Le Thillot ging. Die Strecke führte danach in südlicher Richtung. Nach der Durchquerung von Fresse-sur-Moselle folgte der Anstieg zum Ballon d’Alsace (8,7 km mit 6,9 %) auf der Nordseite des Gebirgspasses. Bei Kilometer 84,6 überquerte das Peloton den Gipfel (1173 m), eine Bergwertung der 1. Kategorie. Nachdem die Fahrerinnen eine lange Abfahrt von etwa 15 Kilometern hinter sich gebracht hatten, führte ein Tal-Abschnitt bis nach Plancher-les-Mines, wo sie den Fuß des letzten Anstiegs der Super Planche des Belles-Filles erreichten. Der Schlussanstieg ist 7 Kilometer lang und weist eine durchschnittliche Steigung von 8,7 Prozent auf. Ähnlich wie auf der 7. Etappe der Tour de France 2022 der Männer gab es auf dem letzten Kilometer einen Schotterabschnitt mit Steigungen von bis zu 24 Prozent.

## Rennverlauf
Der Beginn der Etappe war von mehreren Attacken geprägt, bei denen mehrere Fahrerinnen versuchten, eine Ausreißergruppe zu bilden – ihre Versuche blieben erfolglos. Den Zwischensprint sicherte sich Maria Giulia Confalonieri (Ceratizit-WNT Pro Cycling Team). Beim ersten Anstieg, der Côte d’Esmoulières, hatte sich noch keine Ausreißergruppe gebildet. Demi Vollering von Team SD Worx überquerte als Erste die Kuppe und baute ihre Führung in der Bergwertung aus. Kurz nach dem Anstieg, etwa 69 Kilometer vor dem Ziel, griffen Leah Thomas (Trek-Segafredo) und Pauliena Rooijakkers (Canyon SRAM Racing) an. Zu ihnen gesellten sich acht weitere Fahrerinnen, die Ausreißergruppe umfasste zehn Fahrerinnen. Unter den Ausreißerinnen befanden sich auch Mavi García (UAE Team ADQ) und Elise Chabbey (Canyon SRAM Racing), zwei Fahrerinnen aus den Top Ten der Gesamtwertung. Dahinter bildeten sich mehrere Verfolgergruppen, ein Verfolgerquartett schloss später zur Spitzengruppe auf. Die Ausreißerinnen wurden jedoch an der kurzen Leine gehalten, ihr Vorsprung zum Peloton lag bei etwa eineinhalb Minuten.
Rund 57 Kilometer vor dem Ziel hatte Annemiek van Vleuten (Movistar Team Women), die Führende des Gelben Trikots, einen technischen Defekt. Team SD Worx und Trek-Segafredo zogen das Tempo im Feld an, so dass Annemiek van Vleuten gezwungen war, einen Rückstand von fast einer Minute aufzuholen. Nach einiger Zeit gelang es ihr, am Fuße des zweiten Anstiegs, wieder zum großen Verfolgerfeld aufzuschließen. Auf dem Weg zum Gipfel des Ballon d’Alsace musste sie noch mehrmals das Rad wechseln, konnte aber jedes Mal schnell wieder zum Verfolgerfeld aufschließen. Die Ausreißergruppe hatte indes einen Vorsprung von etwa einer Minute auf das Verfolgerfeld. Auf dem Talabschnitt vor dem Schlussanstieg wurde das Peloton langsamer, so dass die Ausreißerinnen ihren Vorsprung auf fast zwei Minuten ausbauen konnten. Leah Thomas ließ sich bald aus der Gruppe zurückfallen, sie gliederte sich in das Verfolgfeld um Annemiek van Vleuken ein. Der Vorsprung der Ausreißerinnen schrumpfte allmählich. Als die Fahrerinnen den Beginn des Schlussanstiegs erreichten, betrug der Vorsprung der Ausreißergruppe nur noch beinahe 30 Sekunden.
Zu Beginn des Anstiegs startete Pauliena Rooijakkers eine Attacke, die einst 13-köpfige Ausreißergruppe zerfiel in mehreren kleinen Verfolgergruppen. Mavi García war die einzige Fahrerinnen, die Pauliena Rooijakkers’ Konter widersetzen konnte. Wenig später wurde Pauliena Rooijakkers von ihr überholt und abgehängt. Mavi García versuchte nun als Solistin ihr Glück, die Etappe für sich zu gewinnen. 6 Kilometer vor dem Ziel griff Annemiek van Vleuten aus dem Feld heraus an. Sie überholte die Reste der Ausreißerinnen und wenig später auch Mavi García. Demi Vollering nahm die Verfolgung auf die Trägerin des Gelben Trikots auf. Ähnlich wie am Vortag bildete sich hinter dem Duo eine Verfolgergruppe, bestehend aus Katarzyna Niewiadoma (Canyon SRAM Racing), Juliette Labous (Team DSM), Silvia Persico (Valcar-Travel & Service), Elisa Longo Borghini (Trek-Segafredo), Veronica Ewers (EF Education-Tibco-SVB) und Cecilie Uttrup Ludwig (FDJ-Suez-Futuroscope). Annemiek van Vleuten baute ihren Vorsprung auf Demi Vollering bis ins Ziel immer weiter aus und holte sich ihren zweiten Etappensieg in Folge. Demi Vollering kam mit 30 Sekunden Rückstand ins Ziel. Mavi García wurde von der Rennjury als kämpferischste Fahrerin gekürt.
In der abschließenden Gesamtwertung gewann Annemiek van Vleuten die Tour mit einem Vorsprung von fast vier Minuten auf Demi Vollering, während Katarzyna Niewiadoma mit mehr als sechseinhalb Minuten Rückstand das Podium komplettierte. Silvia Persico und Elisa Longo Borghini verbesserten sich jeweils um einen Platz in den Top Ten, während Cecilie Uttrup Ludwig auf den siebten Platz zurückfiel. Mit einer starken Fahrt auf der letzten Etappe fuhr Veronica Ewers in die Top Ten der Gesamtwertung. Marianne Vos (Jumbo-Visma Women Team) gewann das Grüne Trikot mit 272 Punkten, mit etwa 100 Punkte Vorsprung auf die Zweitplatzierte Lotte Kopecky (Team SD Worx) gewann sie souverän die Punktewertung. Demi Vollering gewann mit 4 Punkte Vorsprung die Bergwertung, sie hatte auf der Rundfahrt insgesamt 42 Punkte erzielt. Shirin van Anrooij (Trek-Segafredo) beendete die Rundfahrt als Führende in der Nachwuchswertung. Die Teamwertung ging an Canyon SRAM Racing als schnellstes Team der Rundfahrt.

## Ergebnisse
| \| Etappenergebnis \| Etappenergebnis \| Etappenergebnis \| Etappenergebnis \| Etappenergebnis \| \| Fahrerin \| Fahrerin \| Land \| Team \| Zeit \| \| --------------- \| --------------------- \| ------------------ \| ----------------------- \| --------------- \| \| 1. \| Annemiek van Vleuten \| Niederlande \| Movistar Team \| 3 h 37 min 23 s \| \| 2. \| Demi Vollering \| Niederlande \| SD Worx \| + 30 s \| \| 3. \| Silvia Persico \| Italien \| Valcar-Travel & Service \| + 1 min 43 s \| \| 4. \| Katarzyna Niewiadoma \| Polen \| Canyon-SRAM Racing \| + 1 min 52 s \| \| 5. \| Juliette Labous \| Frankreich \| Team DSM \| + 1 min 56 s \| \| 6. \| Elisa Longo Borghini \| Italien \| Trek-Segafredo \| + 2 min 01 s \| \| 7. \| Veronica Ewers \| Vereinigte Staaten \| EF Education-TIBCO-SVB \| + 2 min 13 s \| \| 8. \| Cecilie Uttrup Ludwig \| Dänemark \| FDJ-Suez-Futuroscope \| + 2 min 50 s \| \| 9. \| Mavi García \| Spanien \| UAE Team ADQ \| + 2 min 59 s \| \| 10. \| Liane Lippert \| Deutschland \| Team DSM \| + 3 min 01 s \| |                       |                    |                         |                 |
| |                       |                    |                         |                 |
| Quelle: ProCyclingStats |                       |                    |                         |                 |
| Etappenergebnis |                       |                    |                         |                 |
| Fahrerin | Fahrerin              | Land               | Team                    | Zeit            |
| 1. | Annemiek van Vleuten  | Niederlande        | Movistar Team           | 3 h 37 min 23 s |
| 2. | Demi Vollering        | Niederlande        | SD Worx                 | + 30 s          |
| 3. | Silvia Persico        | Italien            | Valcar-Travel & Service | + 1 min 43 s    |
| 4. | Katarzyna Niewiadoma  | Polen              | Canyon-SRAM Racing      | + 1 min 52 s    |
| 5. | Juliette Labous       | Frankreich         | Team DSM                | + 1 min 56 s    |
| 6. | Elisa Longo Borghini  | Italien            | Trek-Segafredo          | + 2 min 01 s    |
| 7. | Veronica Ewers        | Vereinigte Staaten | EF Education-TIBCO-SVB  | + 2 min 13 s    |
| 8. | Cecilie Uttrup Ludwig | Dänemark           | FDJ-Suez-Futuroscope    | + 2 min 50 s    |
| 9. | Mavi García           | Spanien            | UAE Team ADQ            | + 2 min 59 s    |
| 10. | Liane Lippert         | Deutschland        | Team DSM                | + 3 min 01 s    |

### Zeitbonus
| Zeitbonus am Etappenziel bei Kilometer 123,3 auf 1140 m Höhe |             |
| Fahrerin                                                     | Zeitbonus   |
| Annemiek van Vleuten (MOV)                                   | 10 Sekunden |
| Demi Vollering (SDW)                                         | 06 Sekunden |
| Silvia Persico (VAL)                                         | 04 Sekunden |

### Punktwertungen
| Zwischensprint in Faucogney-et-la-Mer nach 47,4 km auf 361 m |                        |                                 |         |
| 1.                                                           | Italien                | Maria Giulia Confalonieri (WNT) | 25 Pkt. |
| 2.                                                           | Australien             | Tiffany Cromwell (CSR)          | 20 Pkt. |
| 3.                                                           | Niederlande            | Karlijn Swinkels (JVW)          | 17 Pkt. |
| 4.                                                           | Spanien                | Sandra Alonso (WNT)             | 15 Pkt. |
| 5.                                                           | Italien                | Soraya Paladin (CSR)            | 13 Pkt. |
| 6.                                                           | Italien                | Vittoria Guazzini (FSF)         | 11 Pkt. |
| 7.                                                           | Belgien                | Lotte Kopecky (SDW)             | 10 Pkt. |
| 8.                                                           | ~Niemandsland          | Alena Amjaljussik (CSR)         | 9 Pkt.  |
| 9.                                                           | Niederlande            | Demi Vollering (SDW)            | 8 Pkt.  |
| 10.                                                          | Deutschland            | Romy Kasper (JVW)               | 7 Pkt.  |
| 11.                                                          | Schweiz                | Elise Chabbey (CSR)             | 6 Pkt.  |
| 12.                                                          | Niederlande            | Marianne Vos (JVW)              | 5 Pkt.  |
| 13.                                                          | Polen                  | Katarzyna Niewiadoma (CSR)      | 4 Pkt.  |
| 14.                                                          | Vereinigtes Konigreich | Pfeiffer Georgi (DSM)           | 3 Pkt.  |
| 15.                                                          | Niederlande            | Jeanne Korevaar (LIV)           | 2 Pkt.  |

| Etappenziel in La Super Planche des Belles Filles nach 123,3 km auf 1140 m |                    |                               |         |
| 1.                                                                         | Niederlande        | Annemiek van Vleuten (MOV)    | 20 Pkt. |
| 2.                                                                         | Niederlande        | Demi Vollering (SDW)          | 17 Pkt. |
| 3.                                                                         | Italien            | Silvia Persico (VAL)          | 15 Pkt. |
| 4.                                                                         | Polen              | Katarzyna Niewiadoma (CSR)    | 13 Pkt. |
| 5.                                                                         | Frankreich         | Juliette Labous (DSM)         | 11 Pkt. |
| 6.                                                                         | Italien            | Elisa Longo Borghini (TFS)    | 10 Pkt. |
| 7.                                                                         | Vereinigte Staaten | Veronica Ewers (TIB)          | 9 Pkt.  |
| 8.                                                                         | Danemark           | Cecilie Uttrup Ludwig (FSF)   | 8 Pkt.  |
| 9.                                                                         | Spanien            | Mavi García (UAD)             | 7 Pkt.  |
| 10.                                                                        | Deutschland        | Liane Lippert (DSM)           | 6 Pkt.  |
| 11.                                                                        | Vereinigte Staaten | Kristabel Doebel-Hickok (TIB) | 5 Pkt.  |
| 12.                                                                        | Frankreich         | Évita Muzic (FSF)             | 4 Pkt.  |
| 13.                                                                        | Niederlande        | Pauliena Rooijkkers (CSR)     | 3 Pkt.  |
| 14.                                                                        | Schweiz            | Elise Chabbey (CSR)           | 2 Pkt.  |
| 15.                                                                        | Niederlande        | Yara Kastelijn (PLP)          | 1 Pkt.  |

### Bergwertungen
| Côte d'Esmoulières Kategorie 2 nach 52,5 km auf 575 m 2,3 km bei 8,5 % |             |                            |        |
| 1.                                                                     | Niederlande | Demi Vollering (SDW)       | 5 Pkt. |
| 2.                                                                     | Niederlande | Pauliena Rooijakkers (CSR) | 3 Pkt. |
| 3.                                                                     | Italien     | Vittoria Guazzini (FSF)    | 2 Pkt. |
| 4.                                                                     | Australien  | Rachel Neylan (COF)        | 1 Pkt. |

| Elsässer Belchen Kategorie 1 nach 84,6 km auf 1173 m 8,7 km bei 6,9 % |             |                            |         |
| 1.                                                                    | Spanien     | Mavi García (UAD)          | 10 Pkt. |
| 2.                                                                    | Niederlande | Pauliena Rooijakkers (CSR) | 8 Pkt.  |
| 3.                                                                    | Australien  | Grace Brown (FSF)          | 6 Pkt.  |
| 4.                                                                    | Niederlande | Riejanne Markus (JVW)      | 4 Pkt.  |
| 5.                                                                    | Kolumbien   | Paula Patiño (MOV)         | 2 Pkt.  |
| 6.                                                                    | Schweiz     | Elise Chabbey (CSR)        | 1 Pkt.  |

| La Super Planche des Belles Filles Kategorie 1 nach 123,3 km auf 1140 m 7,0 km bei 8,7 % |             |                            |         |
| 1.                                                                                       | Niederlande | Annemiek van Vleuten (MOV) | 10 Pkt. |
| 2.                                                                                       | Niederlande | Demi Vollering (SDW)       | 8 Pkt.  |
| 3.                                                                                       | Italien     | Silvia Persico (VAL)       | 6 Pkt.  |
| 4.                                                                                       | Polen       | Katarzyna Niewiadoma (CSR) | 4 Pkt.  |
| 5.                                                                                       | Frankreich  | Juliette Labous (DSM)      | 2 Pkt.  |
| 6.                                                                                       | Italien     | Elisa Longo Borghini (TFS) | 1 Pkt.  |

## Gesamtstände
| \| Gesamtwertung \| Gesamtwertung \| Gesamtwertung \| Gesamtwertung \| Gesamtwertung \| \| Fahrerin \| Fahrerin \| Land \| Team \| Zeit \| \| ------------- \| --------------------- \| ------------------ \| ----------------------- \| ---------------- \| \| 1. \| Annemiek van Vleuten \| Niederlande \| Movistar Team \| 26 h 55 min 44 s \| \| 2. \| Demi Vollering \| Niederlande \| SD Worx \| + 3 min 48 s \| \| 3. \| Katarzyna Niewiadoma \| Polen \| Canyon-SRAM Racing \| + 6 min 35 s \| \| 4. \| Juliette Labous \| Frankreich \| Team DSM \| + 7 min 28 s \| \| 5. \| Silvia Persico \| Italien \| Valcar-Travel & Service \| + 8 min 00 s \| \| 6. \| Elisa Longo Borghini \| Italien \| Trek-Segafredo \| + 8 min 26 s \| \| 7. \| Cecilie Uttrup Ludwig \| Dänemark \| FDJ-Suez-Futuroscope \| + 8 min 59 s \| \| 8. \| Évita Muzic \| Frankreich \| FDJ-Suez-Futuroscope \| + 13 min 54 s \| \| 9. \| Veronica Ewers \| Vereinigte Staaten \| EF Education-TIBCO-SVB \| + 15 min 05 s \| \| 10. \| Mavi García \| Spanien \| UAE Team ADQ \| + 15 min 15 s \| |                       |                    |                         |                  |
| |                       |                    |                         |                  |
| Quelle: ProCyclingStats |                       |                    |                         |                  |
| Gesamtwertung |                       |                    |                         |                  |
| Fahrerin | Fahrerin              | Land               | Team                    | Zeit             |
| 1. | Annemiek van Vleuten  | Niederlande        | Movistar Team           | 26 h 55 min 44 s |
| 2. | Demi Vollering        | Niederlande        | SD Worx                 | + 3 min 48 s     |
| 3. | Katarzyna Niewiadoma  | Polen              | Canyon-SRAM Racing      | + 6 min 35 s     |
| 4. | Juliette Labous       | Frankreich         | Team DSM                | + 7 min 28 s     |
| 5. | Silvia Persico        | Italien            | Valcar-Travel & Service | + 8 min 00 s     |
| 6. | Elisa Longo Borghini  | Italien            | Trek-Segafredo          | + 8 min 26 s     |
| 7. | Cecilie Uttrup Ludwig | Dänemark           | FDJ-Suez-Futuroscope    | + 8 min 59 s     |
| 8. | Évita Muzic           | Frankreich         | FDJ-Suez-Futuroscope    | + 13 min 54 s    |
| 9. | Veronica Ewers        | Vereinigte Staaten | EF Education-TIBCO-SVB  | + 15 min 05 s    |
| 10. | Mavi García           | Spanien            | UAE Team ADQ            | + 15 min 15 s    |

| Punktewertung | Punktewertung             | Punktewertung | Punktewertung             | Punktewertung |
| Fahrerin      | Fahrerin                  | Land          | Team                      | Punkte        |
| ------------- | ------------------------- | ------------- | ------------------------- | ------------- |
| 1.            | Marianne Vos              | Niederlande   | Team Jumbo-Visma          | 272 P.        |
| 2.            | Lotte Kopecky             | Belgien       | SD Worx                   | 174 P.        |
| 3.            | Maria Giulia Confalonieri | Italien       | Ceratizit-WNT Pro Cycling | 127 P.        |
| 4.            | Silvia Persico            | Italien       | Valcar-Travel & Service   | 106 P.        |
| 5.            | Demi Vollering            | Niederlande   | SD Worx                   | 104 P.        |
| 6.            | Elisa Longo Borghini      | Italien       | Trek-Segafredo            | 104 P.        |
| 7.            | Katarzyna Niewiadoma      | Polen         | Canyon-SRAM Racing        | 97 P.         |
| 8.            | Elisa Balsamo             | Italien       | Trek-Segafredo            | 85 P.         |
| 9.            | Cecilie Uttrup Ludwig     | Dänemark      | FDJ-Suez-Futuroscope      | 77 P.         |
| 10.           | Annemiek van Vleuten      | Niederlande   | Movistar Team             | 76 P.         |

| Bergwertung | Bergwertung          | Bergwertung | Bergwertung             | Bergwertung |
| Fahrerin    | Fahrerin             | Land        | Team                    | Punkte      |
| ----------- | -------------------- | ----------- | ----------------------- | ----------- |
| 1.          | Demi Vollering       | Niederlande | SD Worx                 | 42 P.       |
| 2.          | Annemiek van Vleuten | Niederlande | Movistar Team           | 38 P.       |
| 3.          | Katarzyna Niewiadoma | Polen       | Canyon-SRAM Racing      | 15 P.       |
| 4.          | Elisa Longo Borghini | Italien     | Trek-Segafredo          | 14 P.       |
| 5.          | Mavi García          | Spanien     | UAE Team ADQ            | 11 P.       |
| 6.          | Pauliena Rooijakkers | Niederlande | Canyon-SRAM Racing      | 11 P.       |
| 7.          | Grace Brown          | Australien  | FDJ-Suez-Futuroscope    | 10 P.       |
| 8.          | Femke Gerritse       | Niederlande | Parkhotel Valkenburg    | 9 P.        |
| 9.          | Silvia Persico       | Italien     | Valcar-Travel & Service | 8 P.        |
| 10.         | Juliette Labous      | Frankreich  | Team DSM                | 6 P.        |

| Nachwuchswertung | Nachwuchswertung     | Nachwuchswertung       | Nachwuchswertung       | Nachwuchswertung |
| Fahrerin         | Fahrerin             | Land                   | Team                   | Zeit             |
| ---------------- | -------------------- | ---------------------- | ---------------------- | ---------------- |
| 1.               | Shirin van Anrooij   | Niederlande            | Trek-Segafredo         | 27 h 21 min 34 s |
| 2.               | Mischa Bredewold     | Niederlande            | Parkhotel Valkenburg   | + 5 min 41 s     |
| 3.               | Julia Borgström      | Schweden               | AG Insurance NXTG      | + 16 min 43 s    |
| 4.               | Vittoria Guazzini    | Italien                | FDJ-Suez-Futuroscope   | + 23 min 48 s    |
| 5.               | Marie Le Net         | Frankreich             | FDJ-Suez-Futuroscope   | + 27 min 35 s    |
| 6.               | Julie De Wilde       | Belgien                | Plantur-Pura           | + 28 min 14 s    |
| 7.               | Pfeiffer Georgi      | Vereinigtes Königreich | Team DSM               | + 31 min 54 s    |
| 8.               | Henrietta Christie   | Neuseeland             | Human Powered Health   | + 35 min 14 s    |
| 9.               | Magdeleine Vallieres | Kanada                 | EF Education-TIBCO-SVB | + 38 min 29 s    |
| 10.              | Victoire Berteau     | Frankreich             | Cofidis                | + 38 min 54 s    |

| Mannschaftswertung | Mannschaftswertung      | Mannschaftswertung           | Mannschaftswertung |
| Team               | Team                    | Land                         | Zeit               |
| ------------------ | ----------------------- | ---------------------------- | ------------------ |
| 1.                 | Canyon-SRAM Racing      | Deutschland                  | 81 h 27 min 09 s   |
| 2.                 | FDJ-Suez-Futuroscope    | Frankreich                   | + 14 min 19 s      |
| 3.                 | Trek-Segafredo          | Vereinigte Staaten           | + 24 min 34 s      |
| 4.                 | SD Worx                 | Niederlande                  | + 32 min 09 s      |
| 5.                 | Movistar Team           | Spanien                      | + 33 min 24 s      |
| 6.                 | Team BikeExchange-Jayco | Australien                   | + 52 min 32 s      |
| 7.                 | Team DSM                | Niederlande                  | + 54 min 59 s      |
| 8.                 | Team Jumbo-Visma        | Niederlande                  | + 58 min 00 s      |
| 9.                 | UAE Team ADQ            | Vereinigte Arabische Emirate | + 1 h 00 min 59 s  |
| 10.                | EF Education-TIBCO-SVB  | Vereinigte Staaten           | + 1 h 15 min 37 s  |

## Ausgeschiedene Fahrerinnen
Folgende Fahrerinnen schieden aus der Tour aus:
- Ashleigh Moolman (SDW) ist aus gesundheitlichen Gründen zum Start der Etappe nicht angetreten
- Anna Henderson (JVW) ist zum Start der Etappe nicht angetreten